# サンメドウズ清里スキー場
サンメドウズ清里スキー場（サンメドウズきよさとスキーじょう）は、山梨県北杜市にあるスキー場。

## 概要
八ヶ岳主峰赤岳（標高2899メートル）東側の山梨県側に広がる清里高原にある人工雪主体のスキー場。清里高原の北西部に位置し、ゲレンデの標高は約1600メートルから1900メートル。
古くから山梨県営スキー場として存在していたが、リフト等の設備はなく、また自然降雪による滑走のみであったため、利用者は少なかった。1980年代に入り、八ヶ岳周辺でスキー事業を手がける北沢観光株式会社（北澤豪社長）によって整備され、親会社であるキッツ（旧北沢バルブ）による出資設備投資が行われ、1990年にキッツメドウズ大泉・清里スキー場としてオープンした。その後2002年に清里ハイランドパーク株式会社に株式譲渡され、名称をサンメドウズ清里スキー場とし、現在に至っている。
自然降雪こそ少ないものの、標高が高い事に加え、同スキー場がある北杜市は日本有数の日照時間を誇り晴天率が高く、正面には富士山、南アルプス、奥秩父山塊、背後には八ヶ岳がそびえる眺望に優れたスキー場として知られている。
以前はスキーオンリーの施設だったが、現在はスノーボードも全面開放されている

## コース
- Aコース　標高差300メートル、滑走距離1200メートル
- Bコース　標高差70メートル、滑走距離300メートル
- Cコース　標高差80メートル、滑走距離300メートル
- Dコース　標高差140メートル、滑走距離400メートル
- D-1,D-2コース　標高差80メートル、滑走距離580メートル
- Eコース　標高差30メートル、滑走距離200メートル
- Fコース　標高差100メートル、滑走距離500メートル
- G-1、G-2コース　標高差60メートル、滑走距離550メートル
- Hコース　標高差50メートル、滑走距離400メートル
- スノーランド　全長100メートルのソリ専用ゲレンデ

## 施設
- リフト

2名用1基
4名用2基
- スノーエスカレータ（ソリ用）
- レストハウス

## アクセス
鉄道
- 小海線清里駅からタクシー約5分

自動車
- 中央自動車道長坂インターチェンジより清里高原道路を経由し20分